# Imprudente Jeunesse
Pour les articles homonymes, voir Reckless.
Pour plus de détails, voir Fiche technique et Distribution.

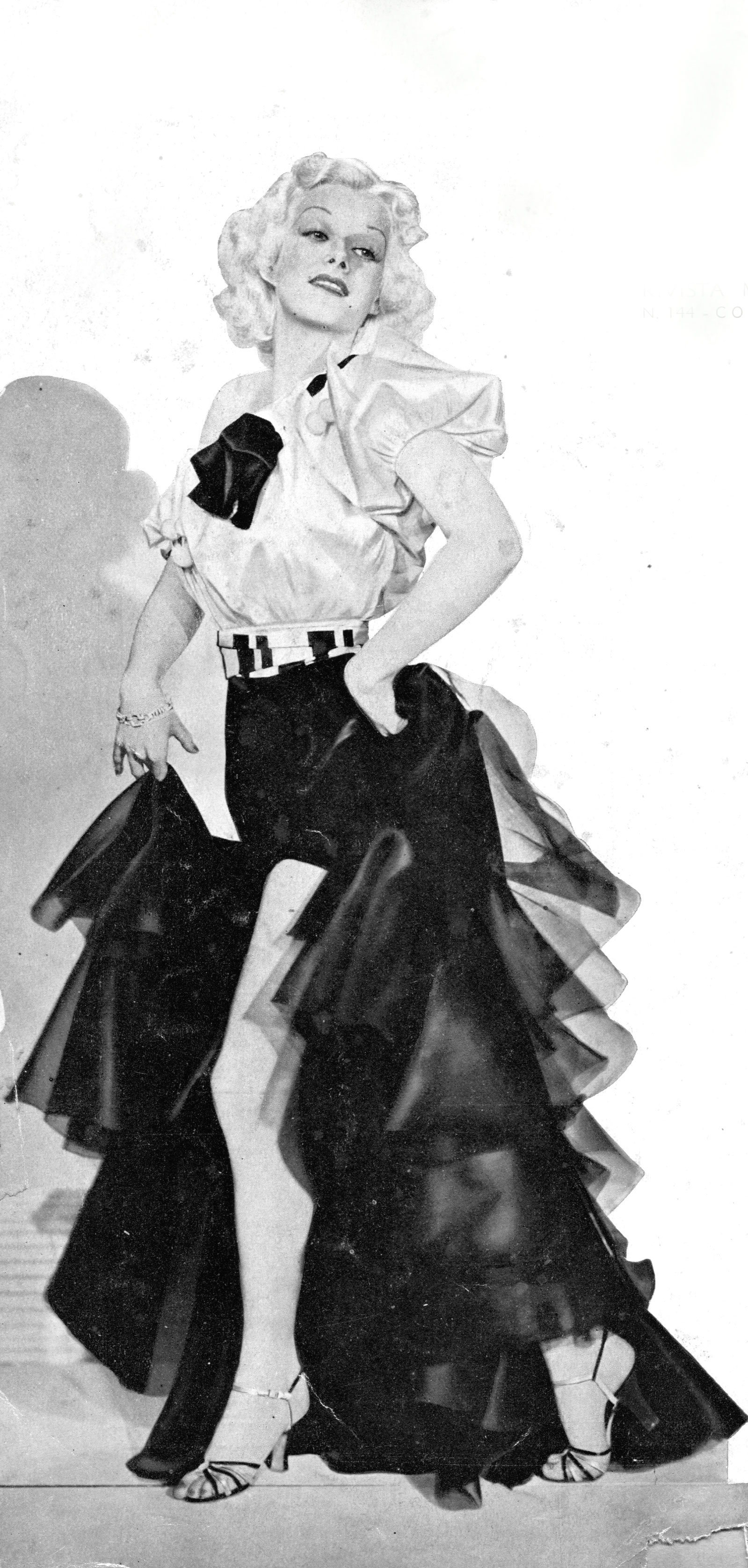
Jean Harlow

Imprudente Jeunesse (Reckless) est un film américain en noir et blanc réalisé par Victor Fleming, sorti en 1935.

## Synopsis
La star de la scène musicale Mona Leslie, est emprisonnée pour conduite imprudente en plus d'être renflouée par son ami, Ned Riley, pour faire la une d'un événement caritatif. Cependant, elle constate que tous les sièges ont été achetés par le richissime Bob Harrison Jr., président et seul membre de la Société pour l'admiration de Mona Leslie. Mona commence à sortir avec Bob, avec l'approbation de Ned. La grand-mère de Mona dit à Ned que sa petite-fille romprait s'il le lui demandait. Ned est réticent au début, mais finit par acheter une alliance. Un soir, alors qu'ils sont très ivres, Mona et Bob se marient. Le lendemain, Mona est ravie, mais Bob devient déprimé lorsqu'il pense à ce que ses amis et sa famille de la classe supérieure vont penser, en particulier son père, le colonel Harrison et sa fiancée et amie depuis l'enfance, Jo Mercer. Bien que Jo accueille Mona sans ressentiment, le colonel et le reste du cercle social de Bob sont froids envers elle. Bob veut retourner à New York, mais Mona lui conseille de rester et de tenir le coup.
Les sentiments ambivalents de Bob émergent lorsque Jo se marie. Il évite le mariage et commence à boire, incapable de supporter la pensée de Jo avec un autre homme. Quand il se présente et parle à Jo en privé, il lui dit ce qu'il ressent vraiment. Mona surprend quand il dit qu'il a été pris au piège du mariage. N'ayant nulle part où aller, elle demande à Ned de l'emmener dans sa suite d'hôtel. Bob suit et essaie de se battre, mais il est trop ivre pour faire quoi que ce soit de sérieux. Ned et Mona le mettent au lit, mais quand ils quittent la chambre, Bob se tue. Ned et Mona sont tous deux soumis à une enquête du coroner et soupçonnés de meurtre, mais la mort de Bob est considérée comme un suicide. Cependant, aux yeux du public, Mona est toujours coupable d'avoir conduit Bob à sa mort.
Mona donne naissance au fils de Bob. Elle propose de renoncer à son héritage d'un million de dollars si le colonel Harrison accepte de ne pas demander la garde de son enfant. Il est d'accord. Pour subvenir aux besoins de son fils, Mona tente de reprendre le travail, mais des gens outrés organisent une campagne contre elle et personne ne l'embauchera à part un promoteur sordide qui veut profiter de sa notoriété. Ned finance secrètement un spectacle pour elle, mais son avocat, craignant que Ned ne risque la faillite, le dit à Mona. Elle propose d'arrêter la production, mais Ned refuse d'écouter et le spectacle continue.
Lors de la soirée d'ouverture, Jo et le colonel Harrison sont dans le public. Mona commence par une chanson, mais les chahuteurs l'empêchent de continuer. Elle calme la foule avec une justification énergique de ses actions et recommence. Lorsqu'elle a terminé, le public lui fait une standing ovation. 
Lors de sa prochaine chanson, Ned lui propose depuis la ligne de touche.

## Fiche technique
- Titre original : Reckless
- Titre français : Imprudente Jeunesse
- Réalisation : Victor Fleming
- Scénario : P. J. Wolfson et Donald Ogden Stewart (non crédité), d'après une histoire de David O. Selznick
- Direction artistique : Cedric Gibbons
- Costumes : Adrian
- Photographie : George J. Folsey
- Premier assistant opérateur : Charles Lawton Jr.
- Deuxième assistant opérateur : Robert J. Bronner (non crédité)
- Montage : Margaret Booth
- Musique : Herbert Stothart, Jack Virgil et Edward Ward (non crédités)
  - Chansons : Jack King (Ev'rything's Been Done Before)
- Directeur musical : Victor Baravalle
- Chorégraphie : Chester Hale et Carl Randall
- Producteur : David O. Selznick
- Société de production : Metro-Goldwyn-Mayer
- Société de distribution : Loew's Inc.
- Pays de production :  États-Unis
- Langue originale : anglais américain
- Format : Noir et blanc — son : Mono (Western Electric Sound System)
- Genre : film musical, comédie dramatique et romance
- Durée : 97 minutes
- Dates de sortie :
  - États-Unis : 19 avril 1935
  - France : 13 décembre 1935
- Affiche : Boris Grinsson (France)

## Distribution

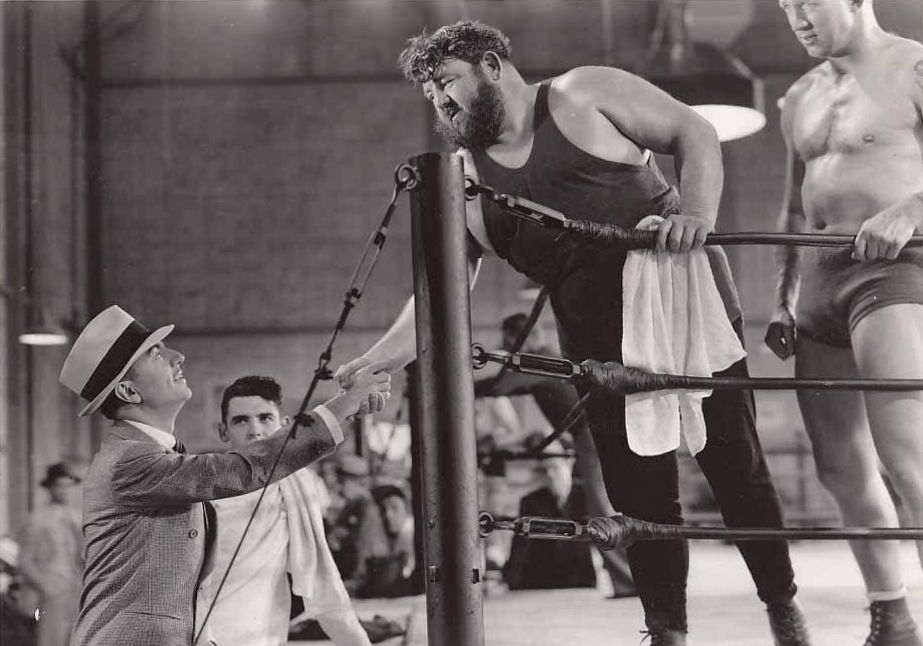
William Powell et Man Mountain Dean.

- Jean Harlow : Mona Leslie (Jean Harlow est doublée pour le chant et la danse[1])
- William Powell : Ned Riley
- Franchot Tone : Robert « Bob » Harrison Jr.
- May Robson : Mme Granny Leslie
- Ted Healy : Smiley
- Nat Pendleton : Blossom
- Rosalind Russell : Josephine « Jo » Mercer
- Henry Stephenson : le colonel Harrison Sr.
- Man Mountain Dean : lui-même
- Robert Light : Paul Mercer
- Allan Jones : Allan, un chanteur
- Carl Randall : Carl Randall
- Louise Henry : Louise
- James Ellison : Dale Every
- Nina Mae McKinney : une chanteuse
- Leon Ames : Ralph Watson

Acteurs non crédités
- John Davidson : Sid, l'avocat de Mona
- Henry Kolker : M. Gearhart
- Charles Middleton : l'avocat général
- Frances Robinson : Chorus girl
- Mickey Rooney : Eddie
- Charles C. Wilson : le rédacteur en chef